# サクビトリル・バルサルタン
サクビトリル・バルサルタン（Sacubitril/Valsartan、サクビトリルバルサルタンとも）は、心不全・高血圧症治療のための合剤である。本剤は、ネプリライシン阻害薬であるサクビトリルとアンジオテンシン受容体拮抗薬であるバルサルタンの1:1混和物である。この組み合わせは、「アンジオテンシン受容体・ネプリライシン阻害剤」（ARNI）と表現されることもある。本剤は、駆出率の低下した心不全患者において、ACE阻害薬またはアンジオテンシン受容体拮抗剤の代替として使用することが推奨されている。
副作用としては、血管浮腫、腎障害、低血圧などが考えられる。
2015年に米国および欧州連合（EU）で医療用医薬品として承認された。オーストラリアでは2016年に医療用として承認された。日本では2020年6月に承認された。

## 効能・効果
- 慢性心不全[13]

ただし、慢性心不全の標準的な治療を受けている患者に限る。
- 高血圧症

サクビトリルバルサルタンは、左室駆出率（LVEF）が低下した心不全患者において、ACE阻害薬やアンジオテンシン受容体拮抗薬（ARB）の代わりに、他の心不全標準治療薬（β遮断薬など）と併用することができる。LVEFが保たれている患者の心不全（HFpEF）への使用を目的に、LVEFが45%以上のHFpEF患者の治療におけるサクビトリルバルサルタンの使用に関するPARAGON-HF試験が実施された。2019年に終了した本試験では、心不全による入院の減少や心血管疾患による死亡の減少について有意性を示すことができず、HFpEF患者に対する有益性は限定的であると考えられる。コクランのシステマティックレビューでは、HFpEFの治療法を検討した37の試験のデータをもとに、現時点ではHFpEFの患者にACE阻害剤、ARB、ARNIを使用することを支持するエビデンスも不足しており、HFpEFの主要な薬物療法は、高血圧などの併存疾患やその他除細動の切っ掛けとなる疾患の治療であることが示唆されている。NYHA分類II度またはIII度の心不全症状を呈し、ACE阻害剤またはARBを単独で最大耐用量投与してもなお症状が残る患者には、心血管関連死亡率および全死亡率を低下させるために、サクビトリルとバルサルタンの併用療法を検討することができる。死亡率の改善は、現在の処、LVEFが35%未満の患者でのみ認められている。
100人の患者を2.3年間、ACE阻害薬またはアンジオテンシンII受容体拮抗薬からサクビトリルバルサルタンに変更することで、死亡を3件、心不全による入院を5件、全体で11件の入院を防ぐことができる。

## 禁忌
サクビトリルバルサルタンは下記の患者には禁忌である。
- 製剤成分に対し過敏症の既往歴のある患者
- アンジオテンシン変換酵素阻害薬（アラセプリル、イミダプリル、エナラプリル、カプトプリル、キナプリル、シラザプリル、テモカプリル、デラプリル、トランドラプリル、ベナゼプリル、ペリンドプリル、リシノプリル）を投与中または投与中止から36時間以内の患者
- 血管浮腫の既往歴のある患者（アンジオテンシンⅡ受容体拮抗薬またはアンジオテンシン変換酵素阻害薬による血管浮腫、遺伝性血管性浮腫、後天性血管浮腫、特発性血管浮腫など）
- アリスキレンフマル酸塩を投与中の糖尿病患者
- 重度の肝機能障害（Child-Pugh分類C）のある患者
- 妊婦または妊娠している可能性のある女性

## 副作用
重大な副作用として、下記のものが記載されている。（頻度未記載は頻度不明）
- 血管浮腫（0.2%）：舌、声門、喉頭の腫脹など

- 腎機能障害（2.9%）、腎不全（0.8%）
- 低血圧（10.4%）
- 高カリウム血症（4.7%）
- ショック（0.1%未満）、失神（0.2%）、意識消失（0.1%未満）：冷感、嘔吐、意識消失など
- 無顆粒球症 、白血球減少 、血小板減少
- 間質性肺炎 （0.1%未満）：発熱、咳嗽、呼吸困難、胸部X線異常など
- 低血糖：脱力感、空腹感、冷汗、手の震え、集中力低下、痙攣、意識障害など
- 横紋筋融解症：筋肉痛、脱力感、CK上昇、血中および尿中ミオグロビン上昇
- 中毒性表皮壊死融解症 、皮膚粘膜眼症候群、多形紅斑
- 天疱瘡 、類天疱瘡：水疱、糜爛など
- 肝炎

一般的な副作用（1%以上）としては、高カリウム血症（バルサルタンの既知の副作用）、低血圧（血管拡張剤や細胞外液量減少剤でよく見られる）、持続的な乾いた咳、腎障害などが挙げられる。
血管浮腫は、稀ではあるがより重篤な反応であり、一部の患者（1%未満）に発生する可能性があり、顔や唇の腫れを伴う。血管浮腫は黒人患者に多く見られる。サクビトリルバルサルタンは、血管浮腫の発症リスクを低減するために、アンジオテンシン変換酵素阻害剤の投与後36時間以内に服用してはならない。
サクビトリルバルサルタンをバルサルタン単独あるいはエナラプリル（アンジオテンシン変換酵素阻害剤）と比較した試験での副作用プロファイルは非常に似ているが、低血圧の発生率はサクビトリルバルサルタンの方が僅かに高く、血管浮腫のリスクは同等で、高カリウム血症、腎障害、咳の発生確率は僅かに低い。
サクビトリルバルサルタンは、先天性障害のリスクが知られているバルサルタンを含んでいるので、妊娠中は禁忌である。

## 薬理学
バルサルタンは、アンジオテンシンII受容体1型（AT1）を阻害する。この受容体は、血管平滑筋細胞と、アルドステロンの分泌を司る副腎の球状層細胞の両方に存在する。AT1が遮断されていない状態では、アンジオテンシンは直接的な血管収縮と副腎のアルドステロン分泌の両方を引き起こし、アルドステロンは腎臓の遠位尿細管細胞に作用してナトリウムの再吸収を促進し、細胞外液（ECF）量を増加させる。AT1を遮断すると、血管が拡張し、ECF量が減少する。
サクビトリルは、エステラーゼを介した脱エチル化により、サクビトリラト（LBQ657）に活性化されるプロドラッグである。サクビトリラトは、ナトリウム利尿ペプチド、ブラジキニン、アドレノメデュリンなどの血管作動性ペプチドを分解する中性エンドペプチダーゼであるネプリライシンという酵素を阻害する。そのため、サクビトリルはこれらのペプチドを増加させ、血管の拡張やナトリウム排泄によるECF量の低下を引き起こす。
この様な作用があるにも拘わらず、ネプリライシン阻害剤を単独で服用した場合、高血圧や心不全に対する有効性は限定的であることが知られている。これは、ネプリライシン活性の低下によりアンジオテンシンIIの酵素分解が抑制され、その結果、全身のアンジオテンシンII濃度が上昇し、心血管疾患治療におけるこの薬剤群のポジティブな効果が否定されることに起因する。ネプリライシン阻害剤とアンジオテンシン変換酵素（ACE）阻害剤の併用療法は、アンジオテンシンII濃度の低下に有効であり、ACE阻害剤単独と比べても血圧低下効果が優れていることが示されている。しかし、ACEとネプリライシンの両方を阻害することでブラジキニンが増加するため、この併用療法を行った場合、ACE阻害剤単独と比較して血管浮腫の相対リスクが3倍に増加したという。ACE阻害薬の代わりにネプリライシン阻害薬とアンジオテンシン受容体拮抗薬を併用した場合、血管浮腫のリスクは同等であるが、中等度の心不全に対する治療効果はACE阻害薬よりも優れていることが示されている。
また、ネプリライシンは脳脊髄液中のタンパク質であるアミロイドβの除去にも関与しており、サクビトリルによる阻害により、健常者のAβ1-38の濃度が上昇することが示されている（エンレスト194/206、2週間）。アミロイドβはアルツハイマー型認知症の発症に関与すると考えられており、サクビトリルがアルツハイマー型認知症の発症を促進する可能性が懸念されている。

## 化学的特徴
サクビトリルバルサルタンは、サクビトリルとバルサルタンが1対1のモル比で共結晶したものである。1つのサクビトリル・バルサルタン複合体は、6個のサクビトリルアニオン、6個のバルサルタンジアニオン、18個のナトリウムカチオン、15分子の水から構成され、分子式C288H330N36Na18O48·15H2O、分子量5748.03g/molとなっている。
この物質は、薄い六角形の板状の白色粉末である。固体でもpH5 - 7の水溶液でも安定しており、融点は約138℃である。

## 承認
ノバルティス社による開発中、エントレストはLCZ696と呼ばれていた。2015年7月7日にFDAの優先審査プロセスで承認された。また、欧州でも2015年に承認された。日本では2020年6月29日に承認された。

## 臨床試験

### 試験デザイン
この薬がFDAに承認された根拠となった第III相試験のPARADIGM-HF試験については、賛否両論があった。例えば、BMJブログで主要な医学論文のレビューを毎週書いている医師のRichard Lehmanと、2015年12月の臨床経済評価研究所（ICER）の報告書では、臨床試験のデザインがあまりにも人工的で、医師が通常遭遇する心不全患者を反映していなかったため、リスク・ベネフィット比が適切に決定されなかったとしている:28。2019年、PIONEER-HF試験とPARAGON-HF試験は、それぞれ重度の心不全で最近入院した800人の患者と、心不全の症状がそれほど重くない4800人の患者を対象に、サクビトリルバルサルタンの効果を検討した。本薬は、様々な患者を対象とした3つの試験全てにおいて、現行の治療法と比較して、超低血圧の発生率が高いなど、一貫して同程度の安全性を示したが、より進行した心不全の患者にのみ有効性を示した。2015年12月、Steven Nissenを始めとする心臓病学のオピニオンリーダー達は、サクビトリルバルサルタンの承認が2015年の心臓病学の臨床に最も大きな影響を与えたと述べ、Nissenは本剤を“正に画期的なアプローチ”とした。
ある2015年のレビューでは、サクビトリルバルサルタンは「駆出率低下を伴う心不全の慢性的な治療における進歩」を意味するが、本剤で広く臨床的成功を収めるためには、適切な患者、特に臨床試験集団に類似した特徴を持つ患者への使用に注意を払う必要があると述べられている。また、2015年に発表された別のレビューでは、サクビトリルバルサルタンによる死亡率および入院率の低下を「印象的」としながらも、高血圧、糖尿病、慢性腎臓病、高齢を伴う心不全患者への効果をさらに評価する必要があるとしている。

### 試験結果
PARADIGM-HF試験では、サクビトリルバルサルタンによる治療とエナラプリルによる治療が比較された。LVEFが低下した心不全患者（10,513人）を対象に、短期的にエナラプリルを投与したあと、サクビトリルバルサルタンを順次投与した。両レジメンに耐えられた患者（8,442名、80%）は、エナラプリルまたはサクビトリルバルサルタンの長期投与に無作為に割り付けられた。参加者は主に白人（66%）、男性（78%）、中年（中央値63.8±11歳）で、NYHA分類II度（71.6%）またはIII度（23.1%）の心不全を患っていた。
事前に設定された中間解析で、主要評価項目である心血管死または心不全が、エナラプリル投与群に比べてサクビトリルバルサルタン投与群で減少したことが明らかになり、試験は早期に中止された。心血管死と心不全による入院数の減少は、それぞれ統計学的に有意であった。サクビトリルバルサルタンは、エナラプリル投与群と比較して、以下の項目を減少させた。
- 心血管死亡または心不全による入院の複合エンドポイント（発生率21.8% vs 26.5%）
- 心血管死亡（発生率13.3% vs 16.5%）
- 心不全の悪化による最初の入院（発生率12.8%対15.6%）
- 全死亡（発生率17.0%対19.8%）

本試験の限界は、入院患者およびNYHA分類IV度の症状を持つ患者への治療開始の経験が少ないことである。また、本試験では、バルサルタンの最大量（＋サクビトリル）とエナラプリルの最小量を比較しているため、現在の心不全におけるACE阻害薬のゴールドスタンダードとは直接比較できず、本試験結果の妥当性は低い。

## 参考資料
1. 1 2 3  “Entresto 24/26 tablets, Entresto 49/51 tablets, Entresto 97/103 tablets (sacubitril/valsartan) Product Information”. Therapeutic Goods Administration (TGA).   Novartis. 2020年9月21日閲覧。
2. ↑  “Sacubitril / valsartan (Entresto) Use During Pregnancy”. Drugs.com (2019年11月20日). 2020年9月21日閲覧。
3. ↑  “Entresto 24 mg/26 mg film-coated tablets - Summary of Product Characteristics (SmPC)”. (emc). 2020年9月21日閲覧。
4. 1 2 3  “Entresto- sacubitril and valsartan tablet, film coated”. DailyMed (2020年6月14日). 2020年9月21日閲覧。
5. 1 2 3  “Entresto EPAR”. European Medicines Agency (EMA). 2020年9月21日閲覧。
6. ↑  “Neparvis EPAR”. European Medicines Agency (EMA). 2020年9月23日閲覧。
7. ↑  “KEGG DRUG: サクビトリルバルサルタンナトリウム水和物”. www.kegg.jp. 2021年8月26日閲覧。
8. 1 2 3  “Combined Angiotensin Receptor Antagonism and Neprilysin Inhibition”. Circulation 133 (11):  1115–24. (March 2016). doi:10.1161/CIRCULATIONAHA.115.018622. PMC 4800749. PMID 26976916.
9. 1 2 3  “2016 ACC/AHA/HFSA Focused Update on New Pharmacological Therapy for Heart Failure: An Update of the 2013 ACCF/AHA Guideline for the Management of Heart Failure: A Report of the American College of Cardiology/American Heart Association Task Force on Clinical Practice Guidelines and the Heart Failure Society of America”. Circulation 134 (13):  e282–93. (27 September 2016). doi:10.1161/CIR.0000000000000435. PMID 27208050.
10. 1 2 3  "FDA approves new drug to treat heart failure" (Press release). U.S. Food and Drug Administration (FDA). 7 July 2015. 2018年1月26日時点のオリジナルよりアーカイブ。
11. ↑  “Entresto (sacubitril/valsartan) Tablets”. U.S. Food and Drug Administration (FDA) (2015年8月14日). 2020年9月21日閲覧。
12. 1 2  “サクビトリルバルサルタンが製造販売承認を取得／ノバルティス ファーマ｜CareNet.com”. CareNet.com. 2021年8月26日閲覧。
13. 1 2 3  “エンレスト錠50mg／エンレスト錠100mg／エンレスト錠200mg 添付文書”. www.info.pmda.go.jp.   PMDA. 2021年10月22日閲覧。
14. ↑  “Recovery of left ventricular dysfunction after sacubitril/valsartan: predictors and management”. J Cardiol 75 (3):  233–241. (September 2019). doi:10.1016/j.jjcc.2019.08.005. PMID 31563433.
15. 1 2 3 4  McMurray, John J.V. et al. (30 August 2014). “Angiotensin–Neprilysin Inhibition versus Enalapril in Heart Failure”. N Engl J Med 371 (11):  993–1004. doi:10.1056/NEJMoa1409077. hdl:2336/552372. PMID 25176015.
16. 1 2 3 4 5 6 7  “Angiotensin–Neprilysin Inhibition in Heart Failure with Preserved Ejection Fraction”. New England Journal of Medicine 381 (17):  1609–1620. (October 2019). doi:10.1056/NEJMoa1908655. ISSN 0028-4793. PMID 31475794.
17. ↑  Martin N, Manoharan K, Thomas J, Davies C, Lumbers RT. Beta-blockers and inhibitors of the renin-angiotensin aldosterone system for chronic heart failure with preserved ejection fraction. Cochrane Database of Systematic Reviews 2018, Issue 6. Art. No.: CD012721. DOI: 10.1002/14651858.CD012721.pub2. https://www.cochranelibrary.com/cdsr/doi/10.1002/14651858.CD012721.pub2/epdf/full
18. 1 2 3 4 5 6 7 8  “Angiotensin–Neprilysin Inhibition versus Enalapril in Heart Failure”. New England Journal of Medicine 371 (11):  993–1004. (September 2014). doi:10.1056/NEJMoa1409077. hdl:2336/552372. ISSN 0028-4793. PMID 25176015.
19. 1 2 3 4 5  “Angiotensin–Neprilysin Inhibition in Acute Decompensated Heart Failure”. New England Journal of Medicine 380 (6):  539–548. (February 2019). doi:10.1056/NEJMoa1812851. ISSN 0028-4793. PMID 30415601.
20. ↑  Mutschler, Ernst; Schäfer-Korting, Monika (2001) (ドイツ語). Arzneimittelwirkungen (8 ed.). Stuttgart: Wissenschaftliche Verlagsgesellschaft. p. 579. ISBN 978-3-8047-1763-3
21. ↑  “Heart Failure with Preserved Ejection Fraction”. J. Cardiovasc. Pharmacol. 62 (1):  13–21. (2013). doi:10.1097/FJC.0b013e31829a4e61. PMC 3724214. PMID 23714774.
22. ↑  Solomon, SD. “HFpEF in the Future: New Diagnostic Techniques and Treatments in the Pipeline”. p. 48. 2012年1月26日閲覧。
23. ↑  “Pharmacokinetics and pharmacodynamics of LCZ696, a novel dual-acting angiotensin receptor-neprilysin inhibitor (ARNi)”. J Clin Pharmacol 50 (4):  401–14. (2010). doi:10.1177/0091270009343932. PMID 19934029.
24. ↑  Schubert-Zsilavecz, M; Wurglics, M. “Neue Arzneimittel 2010/2011” (ドイツ語)
25. ↑  “Candoxatril, a neutral endopeptidase inhibitor: efficacy and tolerability in essential hypertension”. Journal of Hypertension 10 (7):  607–13. (July 1992). doi:10.1097/00004872-199207000-00002. PMID 1321186.
26. 1 2  “Chronic inhibition of endopeptidase 24.11 in essential hypertension: evidence for enhanced atrial natriuretic peptide and angiotensin II”. Journal of Hypertension 11 (4):  407–16. (April 1993). doi:10.1097/00004872-199304000-00011. PMID 8390508.
27. 1 2  “Omapatrilat and enalapril in patients with hypertension: the Omapatrilat Cardiovascular Treatment vs. Enalapril (OCTAVE) trial”. American Journal of Hypertension 17 (2):  103–11. (February 2004). doi:10.1016/j.amjhyper.2003.09.014. PMID 14751650.
28. ↑  “Angiotensin–Neprilysin Inhibition in Acute Decompensated Heart Failure”. The New England Journal of Medicine 380 (6):  539–48. (February 2019). doi:10.1056/NEJMoa1812851. PMID 30415601.
29. ↑  “Is Entresto good for the brain?”. World J Cardiol 9 (7):  594–599. (2017). doi:10.4330/wjc.v9.i7.594. PMC 5545143. PMID 28824789.
30. ↑  “New drug therapies interfering with the renin-angiotensin-aldosterone system for resistant hypertension”. J Renin Angiotensin Aldosterone Syst 14 (4):  285–9. (2013). doi:10.1177/1470320313513408. PMID 24222656.
31. 1 2  Lili Feng, L (2012). “LCZ696: a dual-acting sodium supramolecular complex”. Tetrahedron Letters 53 (3):  275–276. doi:10.1016/j.tetlet.2011.11.029.
32. ↑  “CardioMEMS HF System (St. Jude Medical, Inc.) and Sacubitril/Valsartan (Entresto, Novartis AG) for management of congestive heart failure: effectiveness, value, and value-based price benchmarks : final report”. (2015年12月1日). 101672986
33. ↑  Richard Lehman's journal review—8 September 2014. NEJM 4 Sep 2014. Vol 371. The BMJ, 8 September 2014.
34. ↑  Roger Sergel for Medpage Today.  5 Game-Changers in Cardiology in 2015: Entresto
35. ↑  “Dual Angiotensin Receptor and Neprilysin Inhibition with Sacubitril/Valsartan in Chronic Systolic Heart Failure: Understanding the New PARADIGM”. Ann Pharmacother 49 (11):  1237–51. (2015). doi:10.1177/1060028015593093. PMID 26175499.
36. ↑  “Role of neprilysin inhibitor combinations in hypertension: insights from hypertension and heart failure trials”. Eur. Heart J. 36 (30):  1967–73. (2015). doi:10.1093/eurheartj/ehv142. PMID 25898846.
37. ↑  Husten, Larry (2014年3月31日). “Novartis Trial Was Stopped Early Because Of A Significant Drop In Cardiovascular Mortality”. Forbes
38. 1 2  “Neprilysin Inhibition in Heart Failure with Reduced Ejection Fraction: A Clinical Review”. Pharmacotherapy 35 (9):  823–37. (2015). doi:10.1002/phar.1629. PMID 26406774.
39. ↑  “Sacubitril/Valsartan Combination Drug: 2 Years Later”.   American College of Cardiology (2017年3月3日). 2021年8月26日閲覧。
40. ↑  “Angiotensin Receptor-Neprilysin Inhibition”. J. Cardiovasc. Pharmacol. Ther. 22 (4):  356–364. (July 2017). doi:10.1177/1074248416683049. ISSN 1074-2484. PMID 28587583.
41. ↑  “Patients Not Meeting PARADIGM-HF Enrollment Criteria Are Eligible for Sacubitril/Valsartan on the Basis of FDA Approval: The Need to Close the Gap”. JACC Heart Fail 5 (6):  460–463. (June 2017). doi:10.1016/j.jchf.2017.03.007. PMID 28571599.
42. ↑  “Richard Lehman's journal review—8 September 2014”. The BMJ (2014年9月8日). 2019年5月20日閲覧。
43. ↑  “Do limitations in the design of PARADIGM-HF justify the slow real world uptake of sacubitril/valsartan (Entresto)?”. Cardiovascular Drugs and Therapy 32 (6):  633–5. (2018). doi:10.1007/s10557-018-6830-x. PMID 30232657.

## 関連文献
- AusPAR for sacubitril / valsartan salt complex (PDF) (Report). Therapeutic Goods Administration (TGA). September 2016.